# Glasbeni turizem
Glasbeni turizem je obisk nekega mesta ali naselja z razlogom obiska glasbenega festivala ali drugih glasbenih nastopov. Tovrstna oblika turizma je pomembna tako malim naseljem kot tudi velikim mestom.

## Glasbeno povezani dogodki in destinacije
Obstaja ogromno glasbenih festivalov ki se odvijajo po celem svetu. Večino le-teh se odvija na letni bazi in privabljajo turiste iz celega sveta.
Največji glasbeni festival je Donauinselfest oziroma »festival na otoku Donava«. Festival poteka na Dunaju enkrat letno in sicer junija, festival letno obišče približno 3 milijone ljudi. Razlog za tako veliko število obiskovalcev se ne skriva le v odlični zasedbi glasbenikov temveč tudi v tem, da je ta tridnevni festival popolnoma brezplačen. Festival ponuja širok nabor glasbe kot so rock, pop, hip hop, swing, folk, EDM kot tudi metal. 
Drugo največji glasbeni festival je Mawazine festival. Festival se enkrat na leto (junija) odvija v Maroku, bolj natančno v glavnem mestu Rabat kjer se zberejo vrhunski glasbeniki kot so David Guetta, Future, Maluma in še mnogo drugih. Letno se festivala udeleži približno 2,5 milijona obiskovalcev in ponuja mešanico regionalnih kot tudi globalnih umetnikov in njihovih glasbenih stilov. Mawazine festival se je prvič pojavil leta 2002, ustanovil ga je Mounir Majidi , osebni tajnik kralja Mohammeda VI.
Tretje največji glasbeni festival je Montreal International Jazz Festival. Kot že samo ime pove se festival nahaja v mestu Montreal v Kanadi. Festival se odvija enkrat letno in ima letno udeležbo približno 2 milijona poslušalcev. Odvija se že od leta 1980 in je zapisan kot največji jazz festival na svetu s strani Guinessovih svetovnih rekordov. Festival poteka 10 dni in vključuje 150 plačljivih in brezplačnih nastopov. Zanimivo dejstvo je, da se tekom festivala spije 60000 litrov piva in poje 2,5 tone pomfrija.